# Kudemskaja-Schmalspurbahn
| Kudemskaja-Schmalspurbahn                    | Kudemskaja-Schmalspurbahn |
| -------------------------------------------- | ------------------------- |
| Bahnhof am Weißen See (russisch Белое Озеро) |                           |
|                                              |                           |
| Streckenlänge:                               | 41 km                     |
| Spurweite:                                   | 750 mm (Schmalspur)       |
| Streckengeschwindigkeit:                     | 30 km/h                   |
|                                              |                           |

Die Kudemskaja-Schmalspurbahn (russisch Кудемская узкоколейная железная дорога/Kudemskaja uskokolejnaja schelesnaja doroga) ist eine Waldbahn in der russischen Oblast Archangelsk, südlich von Sewerodwinsk.

## Geschichte
Der erste Abschnitt der Schmalspurbahn wurde 1949 eröffnet. Von dem früher 108 km langen Waldbahnnetz mit einer Spurweite von 750 mm ist heute noch eine Reststrecke von 41 km vorhanden. Ein Zug verkehrt an fünf Wochentagen.

## Fahrzeuge
Diesellokomotiven
- ТУ8 – № 0284, 0332

Wagen
- Flachwagen
- Kesselwagen
- Personenwagen
- Offener Güterwagen
- Gedeckter Güterwagen

Bahndienstfahrzeuge
- Schneepflug
- Eisenbahn-Draisine

## Galerie

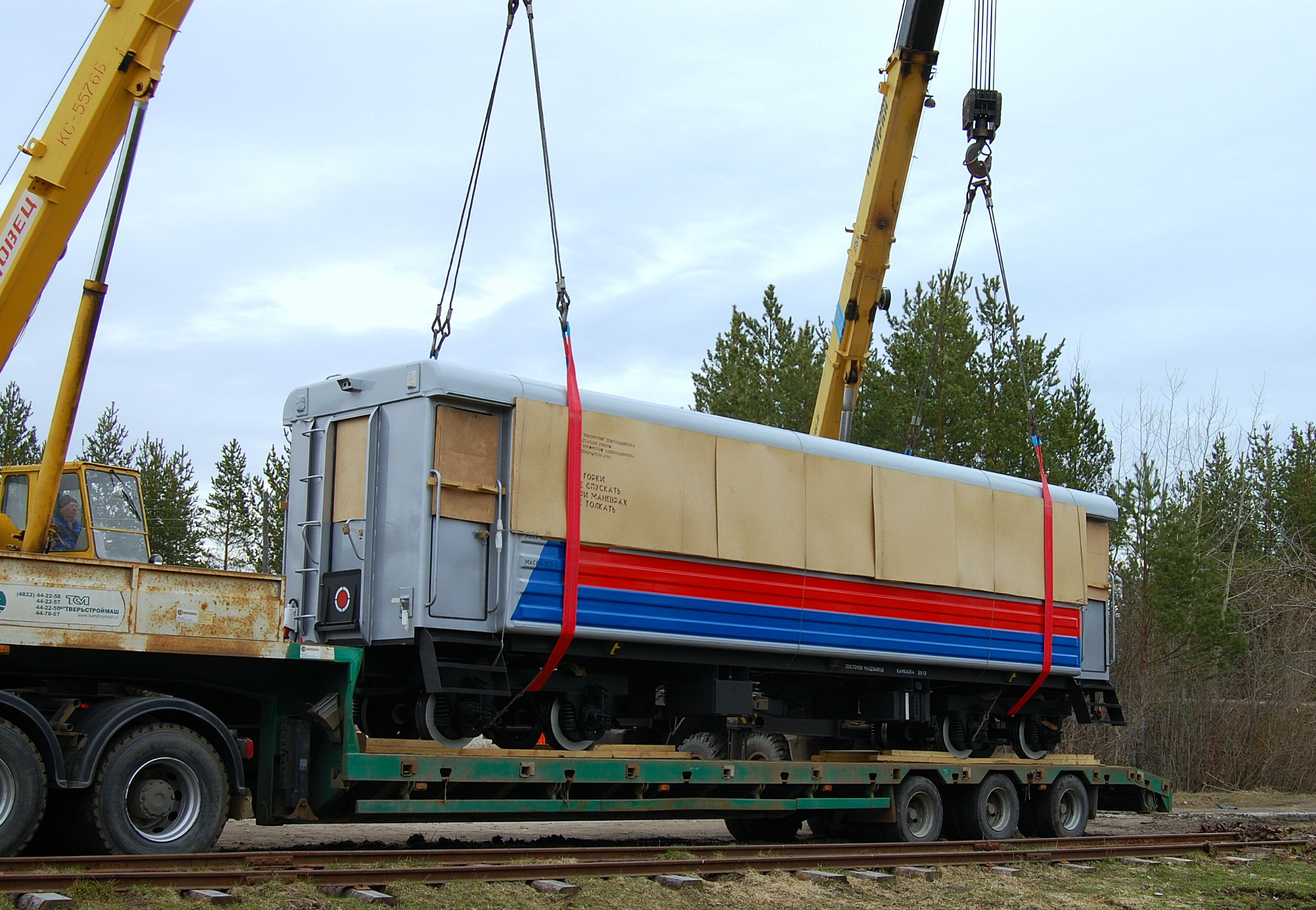
Personenwagen, 2013
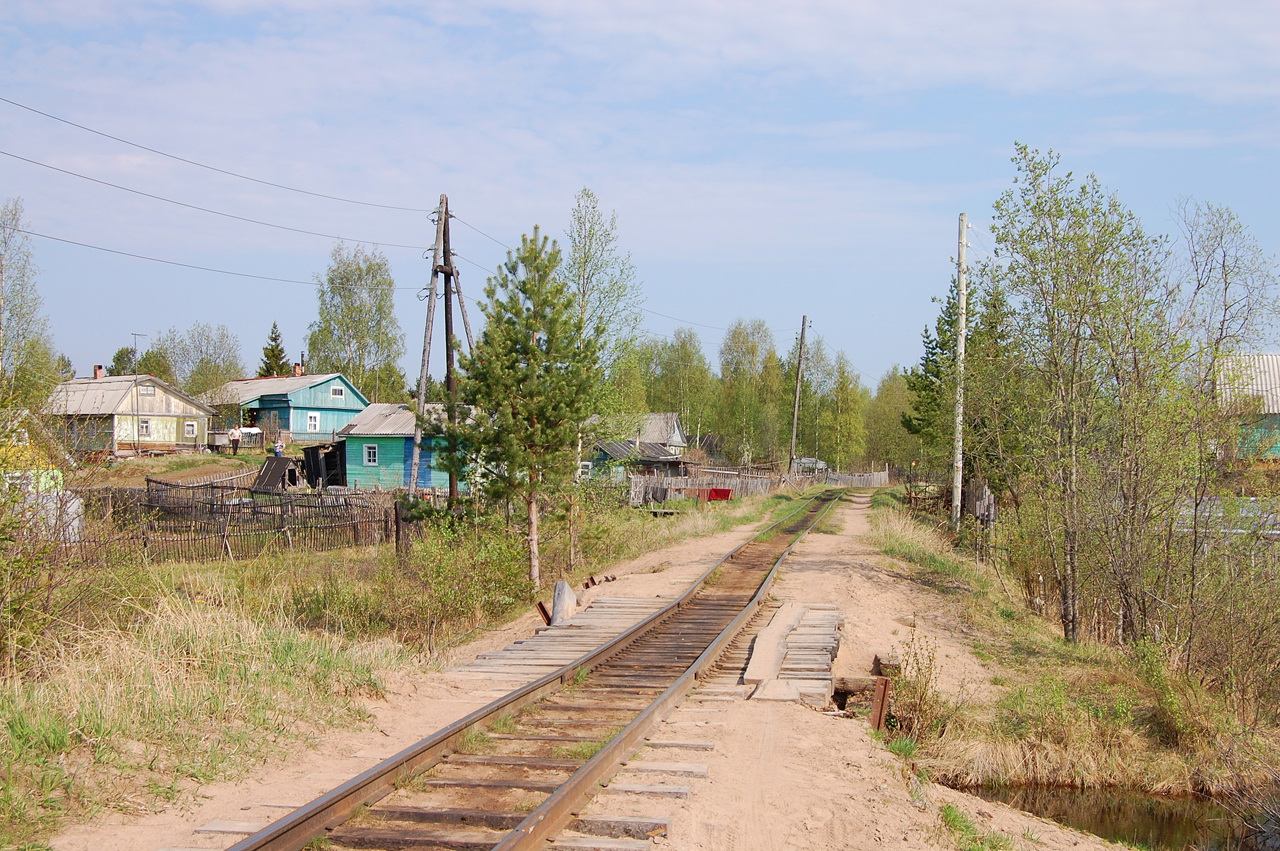
Waldbahn
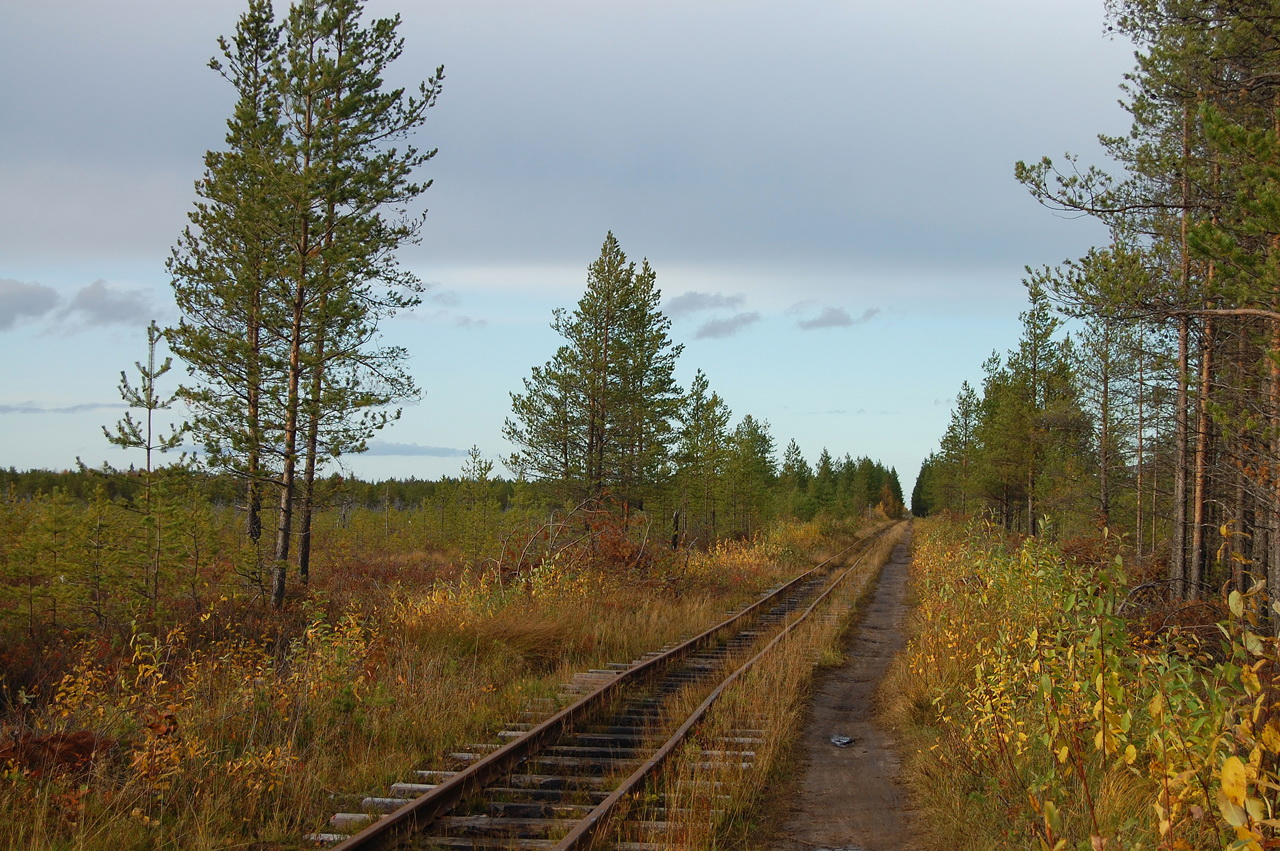
Waldbahn
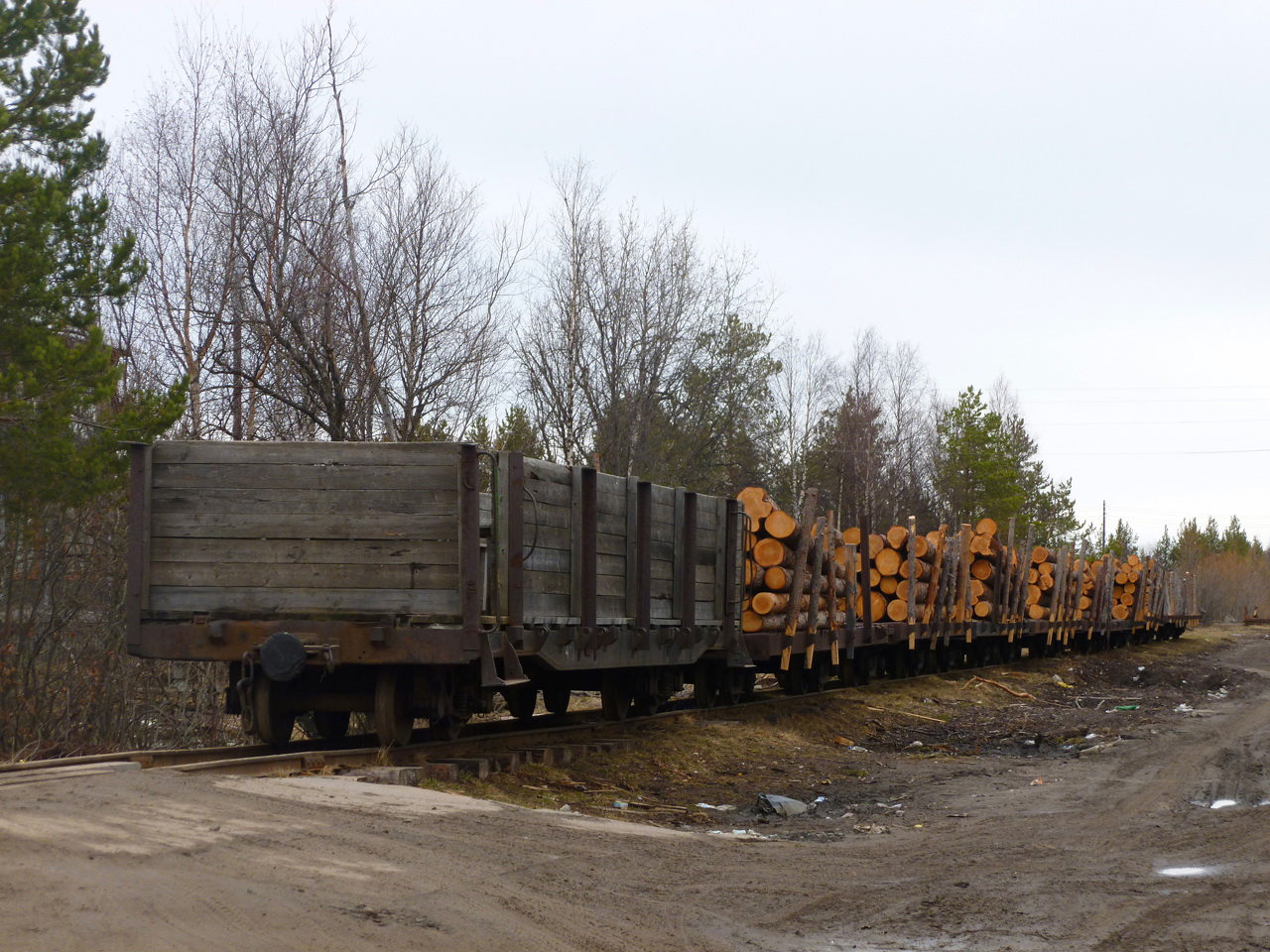
Bahnhof – Водогон
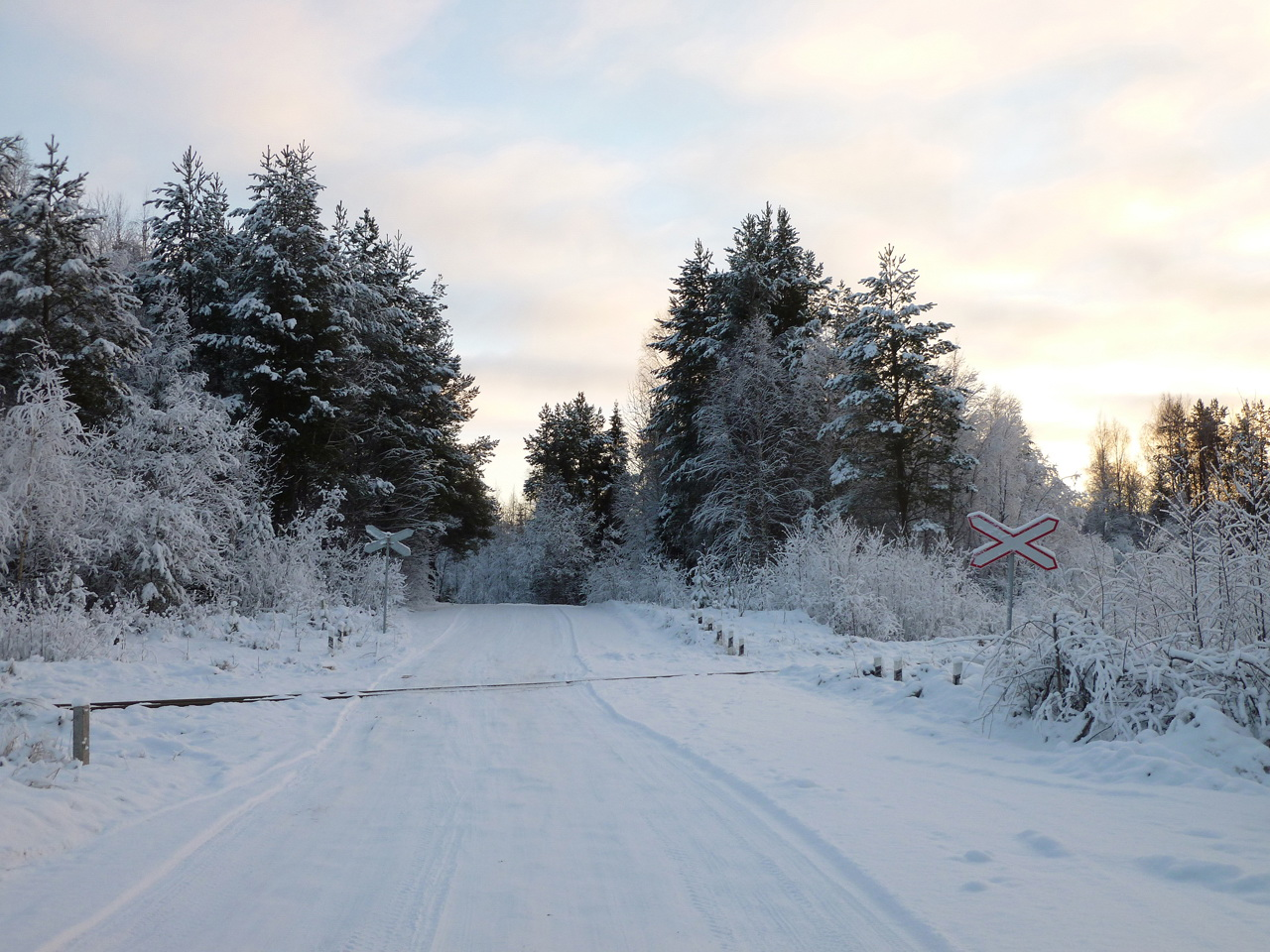
Bahnübergang
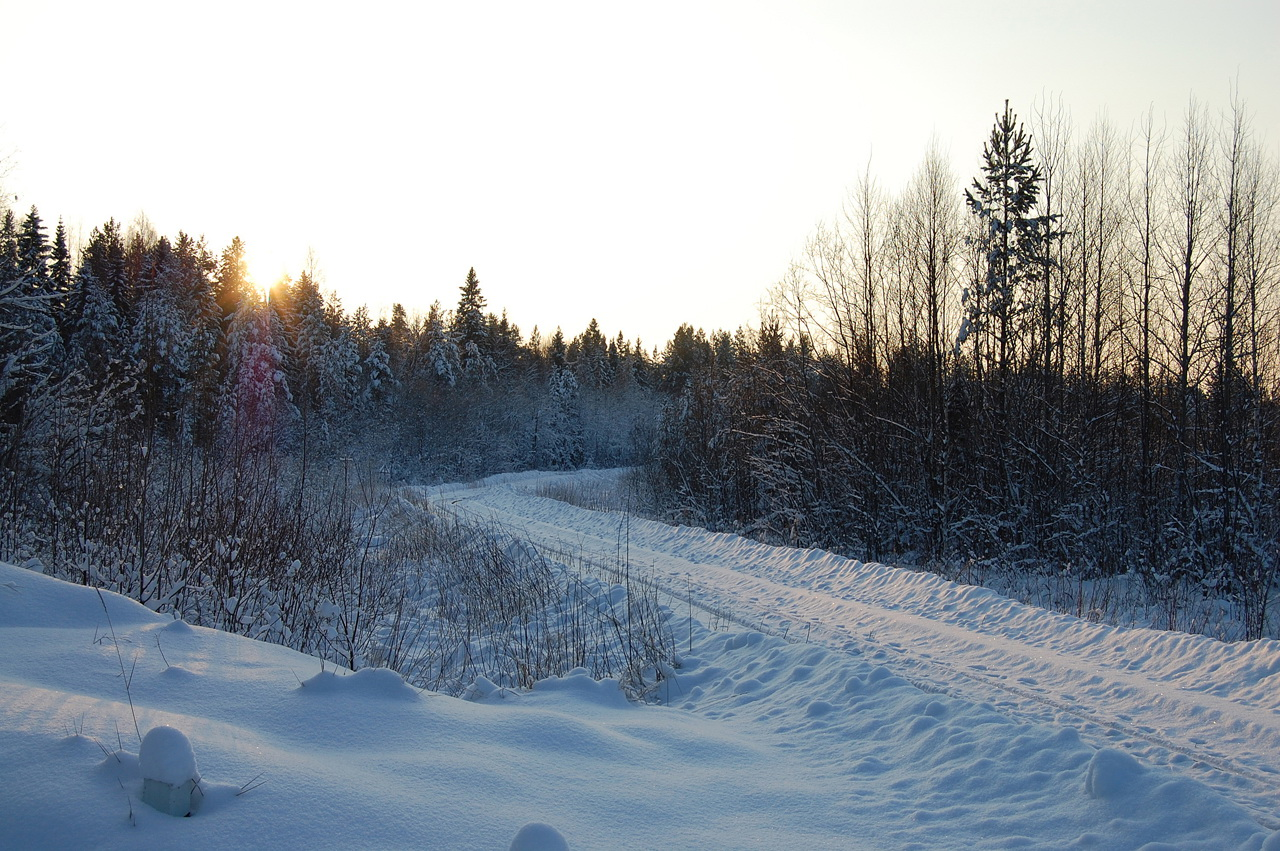
Waldbahn
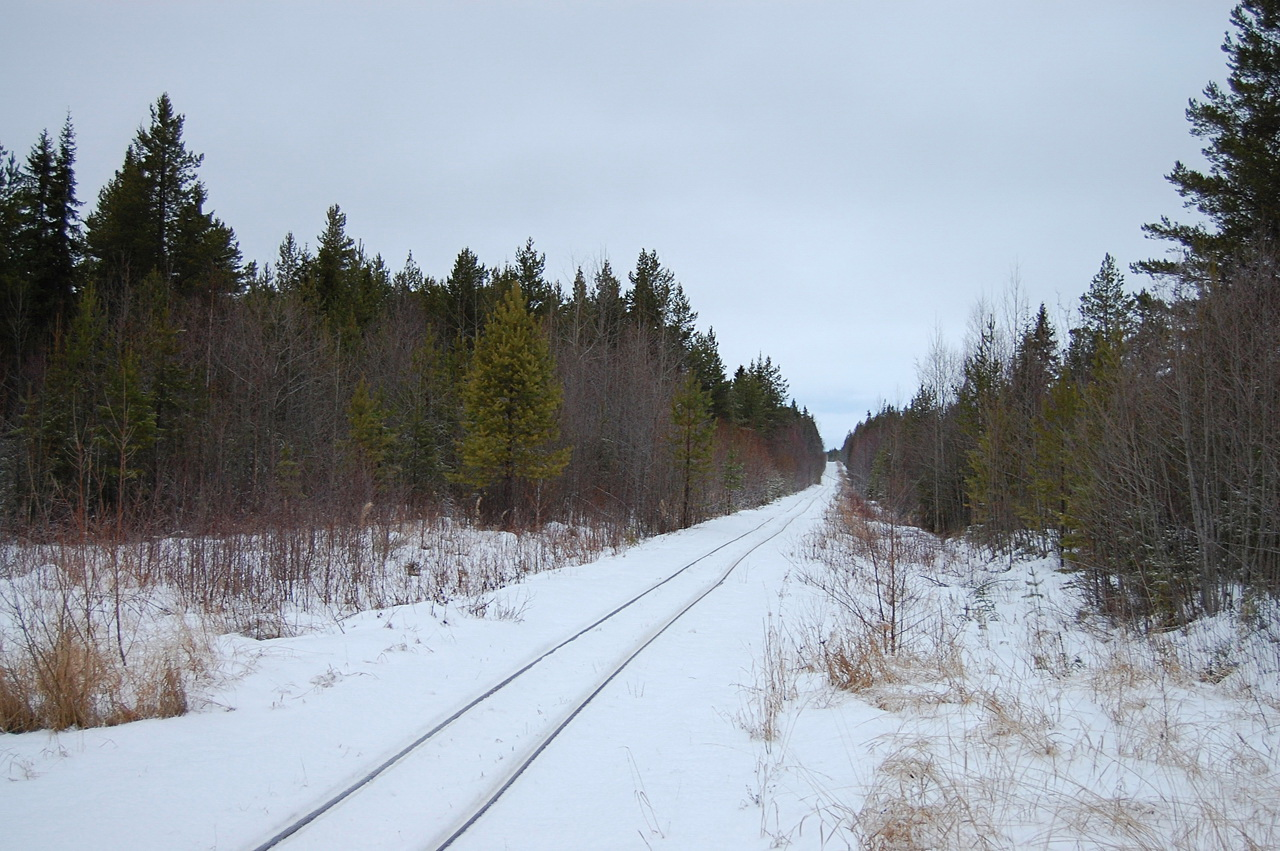
Waldbahn
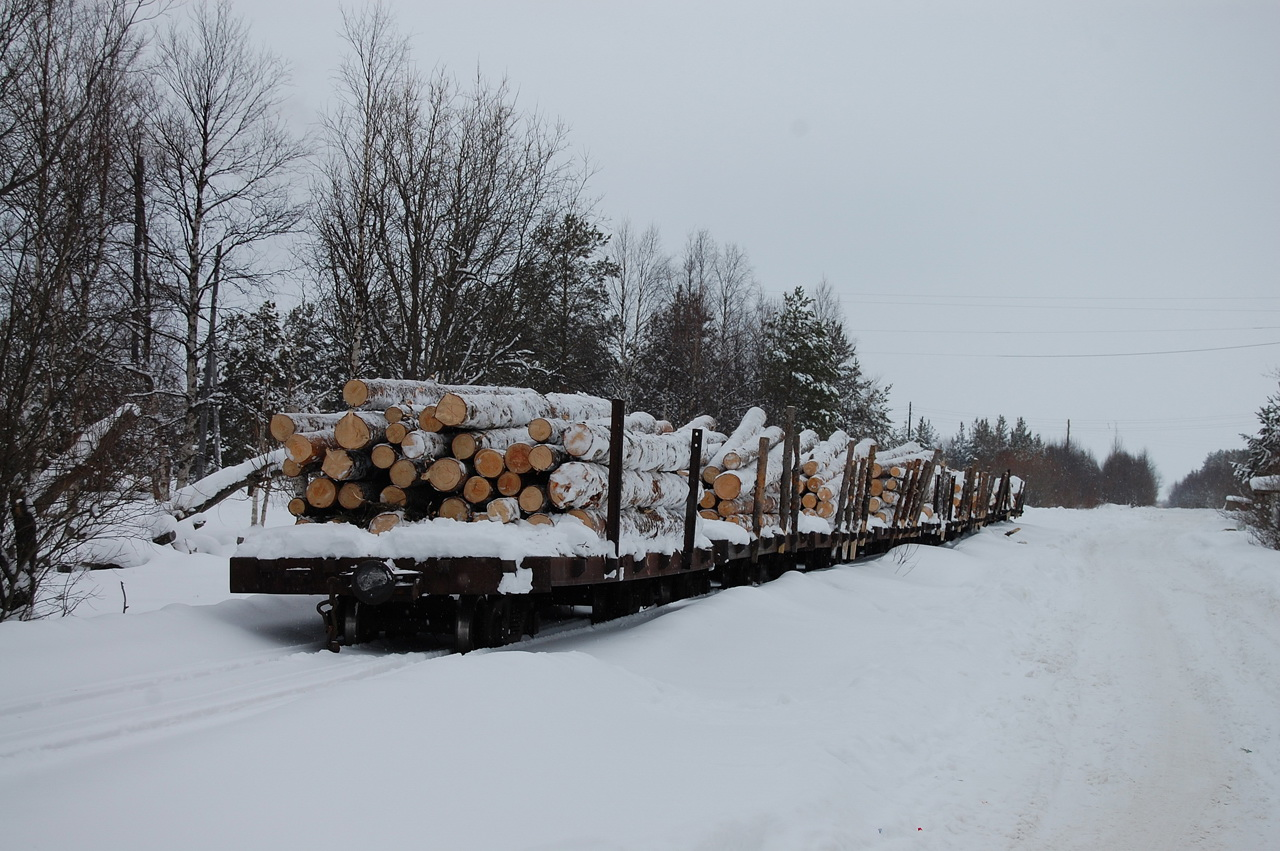
Bahnhof – Водогон